# Jordan Cheyne
Pour les articles homonymes, voir Cheyne.
Jordan Cheyne (né le 2 octobre 1991 à Belleville dans l'Ontario) est un coureur cycliste canadien.

## Palmarès
- 2010
  - 3e du championnat du Canada du contre-la-montre espoirs
- 2012
  - Tour de Walla Walla
- 2013
  - 2e étape de la Devo Stage Race (contre-la-montre)
  - 1re étape du Tour de Bloom (contre-la-montre)
  - 1re et 3e étapes du Tour of the Catskills
  - 3e étape de la Green Mountain Stage Race
  - 2e de la Green Mountain Stage Race
  -  Médaillé de bronze du contre-la-montre aux Jeux du Canada
  - 3e de la Devo Stage Race
- 2014
  - 2e du Tour de Walla Walla
- 2015
  - Mutual of Enumclaw Stage Race
  - 2e de la Green Mountain Stage Race
- 2016
  - 2e de la Tucson Bicycle Classic
- 2017
  - 2e de la San Dimas Stage Race
  - 3e du Tour de Beauce
- 2018
  - 1re étape de la San Dimas Stage Race (contre-la-montre)
  - 3e de la San Dimas Stage Race
  - 3e du Chrono Kristin Armstrong
- 2019
  - 2e étape de la Cascade Cycling Classic
  - 2e étape du Tour de White Rock
- 2023
  - Race Against Time

## Classements mondiaux
| Année            | 2015 | 2016 | 2017 | 2018 |
| ---------------- | ---- | ---- | ---- | ---- |
| UCI America Tour | 447e | 560e | 149e | 155e |